# UFC Fight Night: Gonzaga vs. Cro Cop 2
UFC Fight Night: Gonzaga vs. Cro Cop 2 è stato un evento di arti marziali miste tenuto dalla Ultimate Fighting Championship svolto l'11 aprile 2015 alla Kraków Arena di Cracovia, Polonia.

## Retroscena
Questo è stato il primo evento organizzato in Polonia, evento che vide il ritorno in UFC del veterano Mirko Filipović.
Nel Main Event della serata si affrontarono, nella categoria dei pesi massimi, Gabriel Gonzaga e Mirko Filipović. Il primo incontro tra i due si tenne ad UFC 70 nel 2007, match vinto da Gonzaga per KO con uno spettacolare calcio alla tempia.
Peter Sobotta doveva affrontare Sergio Moraes, tuttavia il primo fu costretto a rinunciare all'incontro causa infortunio. Al suo posto venne inserito Gasan Umalatov. Il 28 marzo, però, venne annunciato come nuovo avversario il francese Mickael Lebout.
Krzysztof Jotko doveva vedersela con Garreth McLellan. Tuttavia, Jotko venne rimosso dalla card e rimpiazzato da Bartosz Fabinski.
Il match tra Aisling Daly e Cláudia Gadelha venne cancellato a causa di un infortunio subito da Gadelha. Successivamente, anche Daly venne rimossa dalla card.
Jason Saggo doveva affrontare Marcin Bandel. Tuttavia, Saggo si infortunio al tendine d'achille e al suo posto venne inserito lo scozzese Steven Ray.

## Risultati
|                  | Divisione         |                  |                 |                    | Metodo                                  | Round           | Tempo           | Premio          |
| Card Principale  | Card Principale   | Card Principale  | Card Principale | Card Principale    | Card Principale                         | Card Principale | Card Principale | Card Principale |
| ---------------- | ----------------- | ---------------- | --------------- | ------------------ | --------------------------------------- | --------------- | --------------- | --------------- |
|                  | Pesi Massimi      | Gabriel Gonzaga  | batte           | Mirko Filipović    | KO [calcio]                             | 3               | 3:30            | FOTN            |
|                  | Pesi Mediomassimi | Jimi Manuwa      | batte           | Jan Blachowicz     | Decisione unanime (30-27, 30-27, 29-28) | 3               | 5:00            |                 |
|                  | Pesi Welter       | Pawel Pawlak     | batte           | Sheldon Westcott   | Decisione unanime (29-28, 29-28, 29-28) | 3               | 5:00            |                 |
|                  | Pesi Paglia (F)   | Maryna Moroz     | batte           | Joanne Calderwood  | Sottomissione (armbar)                  | 1               | 1:30            | POTN            |
| Card Preliminare |                   |                  |                 |                    |                                         |                 |                 |                 |
|                  | Pesi Welter       | Leon Edwards     | batte           | Seth Baczynski     | KO (pugni)                              | 1               | 0:08            | POTN            |
|                  | Pesi Medi         | Bartosz Fabiński | batte           | Garreth McLellan   | Decisione unanime (30-27, 30-27, 30-27) | 3               | 5:00            |                 |
|                  | Pesi Welter       | Sergio Moraes    | batte           | Mickael Lebout     | Decisione unanime (29-28, 29-28, 29-28) | 3               | 5:00            |                 |
|                  | Pesi Piuma        | Yaotzin Meza     | batte           | Damian Stasiak     | Decisione unanime (30-27, 29-28, 29-28) | 3               | 5:00            |                 |
|                  | Pesi Massimi      | Anthony Hamilton | batte           | Daniel Omielańczuk | Decisione unanime (29-28, 29-28, 29-27) | 3               | 5:00            |                 |
|                  | Pesi Paglia (F)   | Aleksandra Albu  | batte           | Izabela Badurek    | Sottomissione (ghigliottina)            | 2               | 3:34            |                 |
|                  | Pesi Leggeri      | Steven Ray       | batte           | Marcin Bandel      | KO Tecnico (pugni)                      | 2               | 1:35            |                 |
|                  | Pesi Piuma        | Taylor Lapilus   | batte           | Rocky Lee          | Decisione unanime (30-27, 30-27, 30-27) | 3               | 5:00            |                 |

## Premi
I lottatori premiati ricevettero un bonus di 50.000 dollari.
Legenda:
- FOTN: Fight of the Night (vengono premiati entrambi gli atleti per il miglior incontro dell'evento)
- POTN: Performance of the Night (viene premiato il vincitore per la migliore performance dell'evento)

## Incontri Annullati
|  | Divisione       |                 |        |                  | Motivo                            |
|  | --------------- | --------------- | ------ | ---------------- | --------------------------------- |
|  | Pesi Welter     | Peter Sobotta   | contro | Sergio Moraes    | Sobotta subì un infortunio        |
|  | Pesi Welter     | Gasan Umalatov  | contro | Sergio Moraes    | Umalatov venne rimosso dalla card |
|  | Pesi Medi       | Krzysztof Jotko | contro | Garreth McLellan | Jotko venne rimosso dalla card    |
|  | Pesi Paglia (F) | Aisling Daly    | contro | Cláudia Gadelha  | Gadelha subì un infortunio        |
|  | Pesi Leggeri    | Jason Saggo     | contro | Marcin Bandel    | Saggo subì un infortunio          |